# Tellurtetrabromid
Tellurtetrabromid ist eine anorganische chemische Verbindung des Tellurs aus der Gruppe der Bromide.

## Gewinnung und Darstellung
Tellurtetrabromid kann durch Reaktion von Tellur mit Brom gewonnen werden.
{\displaystyle \mathrm {Te+2\ Br_{2}\longrightarrow TeBr_{4}} }
Ebenfalls möglich ist die Darstellung durch Reaktion von Tellurtetrachlorid oder Tellurdioxid (bei 110 °C) mit Bortribromid
{\displaystyle \mathrm {3\ TeCl_{4}+4\ BBr_{3}\longrightarrow 3\ TeBr_{4}+4\ BCl_{3}} }
{\displaystyle \mathrm {3\ TeO_{2}+4\ BBr_{3}\longrightarrow 3\ TeBr_{4}+2\ B_{2}O_{3}} }
oder Iodbromid mit Tellur.
{\displaystyle \mathrm {4\ IBr+Te\longrightarrow TeBr_{4}+2\ I_{2}} }

## Eigenschaften
Tellurtetrabromid ist ein feuchtigkeitsempfindlicher, hygroskopischer, gelber bis orangefarbiger, kristalliner Feststoff, der sich bei Kontakt mit Wasser zersetzt. Er ist löslich in Ether und Eisessig. In Bromwasserstoffsäure wird es unter Bildung der Hexabromidotellursäure H2[TeBr6] gelöst, von der sich Alkalisalze wie z. B. das orangerotfarbene Caesiumhexabromidotellurat(IV) Cs2[TeBr6] leicht isolieren lassen. Beim Erhitzen findet teilweise Zersetzung unter Bromabgabe statt, sodass die Verbindung bei Normaldruck nicht unzersetzt geschmolzen oder destilliert werden kann. Im festen Zustand besitzt Tellurtetrabromid eine Struktur vom Kuban-Typ die sich als aus vier über Halogenidbrücken verknüpften TeBr3+Br−-Einheiten zusammengesetzt beschreiben lässt.